# Draft de l'NBA del 1979
El Draft de l'NBA de 1979 va produir diversos dels millors jugadors de la història, entre els quals es trobaven Earvin "Magic" Johnson, Bill Cartwright, Sidney Moncrief i l'actual entrenador de les Detroit Shock, Bill Laimbeer, que va dirigir a les Shock per a guanyar dos campionats WNBA (2003 i 2006).

## Primera ronda
|  | = All-Star     |
|  | = Hall of Fame |

| Posició | Jugador                 | Nacionalitat | Equip de l'NBA         | Origen (Universitat/club) |
| ------- | ----------------------- | ------------ | ---------------------- | ------------------------- |
| 1       | Magic Johnson (PG)      | Estats Units | Los Angeles Lakers     | Michigan State            |
| 2       | David Greenwood (PF)    | Estats Units | Chicago Bulls          | UCLA                      |
| 3       | Bill Cartwright (C)     | Estats Units | New York Knicks        | San Francisco             |
| 4       | Greg Kelser (SF)        | Estats Units | Detroit Pistons        | Michigan State            |
| 5       | Sidney Moncrief (PG/SG) | Estats Units | Milwaukee Bucks        | Arkansas                  |
| 6       | James Bailey (PF)       | Estats Units | Seattle SuperSonics    | Rutgers                   |
| 7       | Vinnie Johnson (PG/SG)  | Estats Units | Seattle SuperSonics    | Baylor                    |
| 8       | Calvin Natt (SF)        | Estats Units | New Jersey Nets        | NE Louisiana              |
| 9       | Larry Demic (PF)        | Estats Units | New York Knicks        | Arizona                   |
| 10      | Roy Lee Hamilton (PG)   | Estats Units | Detroit Pistons        | UCLA                      |
| 11      | Cliff Robinson (PF)     | Estats Units | New Jersey Nets        | USC                       |
| 12      | Jim Paxson (SG)         | Estats Units | Portland Trail Blazers | Dayton                    |
| 13      | Dudley Bradley (SG)     | Estats Units | Indiana Pacers         | North Carolina            |
| 14      | Brad Holland (PG)       | Estats Units | Los Angeles Lakers     | UCLA                      |
| 15      | Phil Hubbard (SF)       | Estats Units | Detroit Pistons        | Michigan                  |
| 16      | Jim Spanarkel (SG)      | Estats Units | Philadelphia 76ers     | Duke                      |
| 17      | Lee Johnson (PF)        | Estats Units | Houston Rockets        | East Texas State          |
| 18      | Reggie King (SF)        | Estats Units | Kansas City Kings      | Alabama                   |
| 19      | Wiley Peck (PF)         | Estats Units | San Antonio Spurs      | Mississippi State         |
| 20      | Larry Knight            | Estats Units | Utah Jazz              | Loyola (IL)               |
| 21      | Sly Williams (SF)       | Estats Units | New York Knicks        | Rhode Island              |
| 22      | Kyle Macy (PG)          | Estats Units | Phoenix Suns           | Kentucky                  |

## Jugadors destacats escollits en rondes posteriors
| Posició | Jugador             | Nacionalitat | Equip de l'NBA        | Origen (Universitat/club) |
| ------- | ------------------- | ------------ | --------------------- | ------------------------- |
| 31      | Edgar Jones (PF)    | Estats Units | Milwaukee Bucks       | Nevada-Reno               |
| 65      | Bill Laimbeer (C)   | Estats Units | Cleveland Cavaliers   | Notre Dame                |
| 68      | Nikos Galis (SG)    | Grècia       | Boston Celtics        | Seton Hall                |
| 73      | James Donaldson (C) | Estats Units | Seattle SuperSonics   | Washington State          |
| 82      | Jerry Sichting (PG) | Estats Units | Golden State Warriors | Purdue                    |
| 107     | Mark Eaton (C)      | Estats Units | Phoenix Suns          | UCLA                      |